# Ramón Barros Luco
José Ramón Barros Luco (Santiago, 9 de junio de 1835-ibídem, 20 de septiembre de 1919) fue un abogado y político chileno, miembro del Partido Liberal (PL), el cual presidió en 1903. Fue además, presidente de la República entre 1910 y 1915.
Habiendo desarrollado una larga trayectoria política como ministro de Estado de los presidentes Federico Errázuriz Zañartu, Domingo Santa María, José Manuel Balmaceda, Jorge Montt y Germán Riesco, y parlamentario, Barros Luco fue elegido presidente en 1910 con el apoyo de todos los partidos. Durante su gobierno se acentuó la rotativa ministerial, llegando a tener 15 gabinetes. Intentó combatir los excesos del régimen parlamentario, modificando el sistema de clausura del debate y estableciendo leyes contra el fraude electoral. 
Definió la neutralidad de Chile frente a la Primera Guerra Mundial y tomó medidas contra las dificultades económicas que significaba el cierre de los mercados europeos. Se firmó el Pacto ABC con Argentina y Brasil como modo de contrarrestar la influencia estadounidense en la región. Durante su mandato se realizaron obras públicas de relevancia, destacando el ferrocarril Arica-La Paz y el actual edificio de la Biblioteca Nacional de Chile.
Escéptico en lo que respecta a la acción política y de carácter bonachón, su figura histórica es recordada en la memoria colectiva por las incontables anécdotas atribuidas a su persona.

## Primeros años
Fue hijo de Ramón Luis Barros Fernández de Leiva y de Dolores Luco Fernández de Leiva, siendo el mayor de cinco hermanos. También primo del historiador Diego Barros Arana. De origen aristócrata pero pobre, trabajó varios años como abastero, castrando reses en el matadero y cantando romanzas de óperas italianas en tertulias y sarambos, al tiempo que estudiaba derecho. Realizó su práctica profesional en el estudio de Manuel Carvallo y se graduó como abogado en 1858. Su memoria de prueba se tituló "La importancia de un Código Rural", que más tarde se tradujo al francés.
Como la profesión de abogado no le otorgaba muchos ingresos, aceptó la ayuda de un familiar para ingresar a la administración pública, como oficial mayor del Ministerio del Interior.

## Trayectoria política

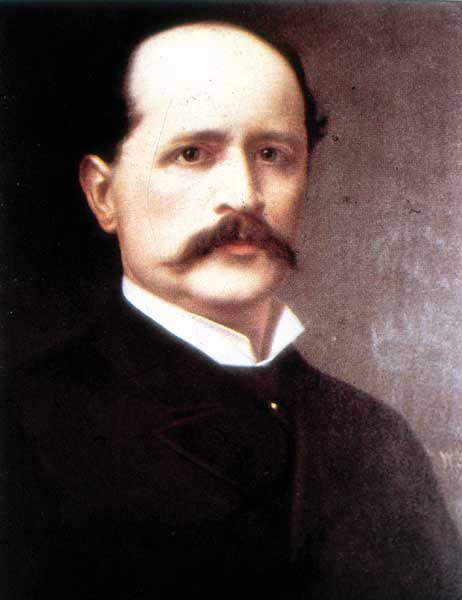
Ramón Barros Luco en su juventud.

Su primera actuación en política fue la publicación de una serie de artículos en “El Ferrocarril” defendiendo los empréstitos que solicitaba el presidente Manuel Montt para construir ferrovías. En agradecimiento, Montt le haría elegir diputado suplente por Casablanca en 1861. El 31 de mayo de 1864 fue nombrado subdelegado de la 1.° Subdelegación del Puente de Madera, departamento de Santiago. Adhirió al presidente José Joaquín Pérez, al que eligió como modelo a imitar en su vida política. Como el ministro Manuel Antonio Tocornal se olvidó de hacerlo elegir diputado en las elecciones parlamentarias de 1864, quedó fuera de la Cámara, pero volvió a ser elegido diputado por Caldera en 1867. Militante liberal, posteriormente sería elegido representante de Curicó (1870-1873), Valparaíso (1873-1876 y 1888-1891), Santiago (1876-1879, 1879-1882, 1882-1885 y 1891-1894) y Parral (1885-1888). Más adelante fue elegido senador por Tarapacá (1891-1897) y por Linares (1900-1906).
Fue ministro dieciséis veces, titular de Hacienda y del Interior en diez ocasiones y subrogante de Guerra y Marina, Justicia, Culto e Instrucción Pública y Hacienda otras seis. Su primer ministerio, bajo Federico Errázuriz Zañartu, se debió a que este, necesitado de un ministro de Hacienda con prontitud, proclamó “¡Pues será ministro cualquiera que pase por la calle!” y al abrir la ventana vio que cruzaba el patio el oficial mayor del Ministerio del Interior, Ramón Barros Luco.
Como ministro de Errázuriz organizó la Exposición Internacional de 1875, revisó el impuesto agrícola, se dictó una ordenanza de aduanas y se fundó el Instituto Agrícola. Cuando fue ministro de Domingo Santa María contrató un préstamo para pagar el oneroso préstamo de 1866 y se preocupó de la ley sobre formación de presupuestos y cuentas de inversión. Se convirtió en ministro del Interior cuando José Manuel Balmaceda anunció su candidatura presidencial, pero como Barros Luco era partidario de una convención liberal con nacionales, radicales y liberales independientes, y sin querer dirigir desde el ministerio la candidatura de Balmaceda, renunció a su cargo.
También fue ministro del Interior y luego de Industria durante el gobierno de Balmaceda. Durante su gestión se creó el Consejo Superior de Higiene Pública, se promulgó un nuevo Código de Minería y se inauguró en Santiago una Exposición Nacional preparatoria para la Universal de Paris.
Fue director del Banco de Chile, presidente de la Compañía de Crédito y Construcciones, presidente de la Sociedad de Fomento Fabril, consejero de la Caja de Ahorros de Santiago y de la Caja de Crédito Hipotecario.

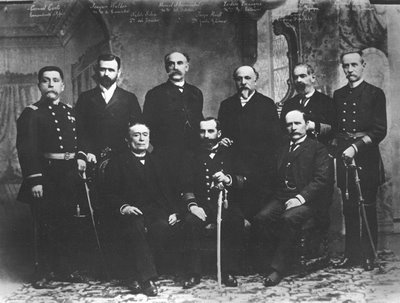
Junta de Gobierno de Chile durante la Guerra Civil de 1891. Barros Luco, sentado a la derecha.

En su calidad de presidente de la Cámara de Diputados en 1891, suscribió el acta de destitución del presidente de la República José Manuel Balmaceda elaborada por el Congreso, y fomentó el alzamiento de la Armada Nacional, cuyas acciones dirigió —junto a Waldo Silva, vicepresidente del Senado— hasta que se constituyó la Junta de Gobierno de Iquique, de la que también fue miembro. El 22 de abril se encontraba a bordo del blindado Blanco Encalada cuando este fue torpedeado por naves del gobierno. Se decía, a pesar de que siempre lo negó y le molestaba esas habladurías que consistían en que se había agarrado de la cola de una vaca durante el naufragio para salvar su vida. Triunfante la revolución, retomó sus funciones como parlamentario y se desempeñó como ministro en varias ocasiones.
Durante el gobierno de Jorge Montt fue ministro del Interior, consiguiendo hacer ley la futura conversión metálica del billete. Tuvo que tomar medidas frente a los intentos de sublevación por parte de los derrotados balmacedistas, suspendiendo por nueve meses las garantías individuales para ciertos delitos y la excarcelación bajo fianza. Estas medidas fueron consideradas muy suaves y fue reemplazado en el ministerio por Pedro Montt.
Fue Ministro Extraordinario y Ministro Plenipotenciario de Chile en Francia entre 1897 y 1900, y ocupó el mismo cargo ante Suiza y la Santa Sede entre 1898 y 1900.
Durante esos años se casó con Mercedes Valdés, de la que no tuvo descendencia. Ante las dudas de por qué se casó con ella y no con su más agraciada hermana que recientemente había enviudado, dueña de una importante fortuna, respondió que “A mis años, prefiero ser una sorpresa para una soltera antes que un desengaño para una viuda”.
Fue ministro del Interior de Germán Riesco y lo subrogó en el mando entre abril y junio de 1903 como vicepresidente de la República, organizando un gabinete con la Coalición e integrando ministros conservadores por primera vez en el quinquenio. Durante este periodo acaecieron violentos sucesos por una huelga de estibadores en Valparaíso, donde resultaron seis muertos y varios heridos.
En 1910, dadas las tensiones existentes entre liberales y nacionales para elegir un candidato presidencial, fue designado postulante del sector. Al asumir su candidatura improvisó un discurso, diciendo que en aquel mismo sitio, Germán Riesco había declarado que su gobierno no sería amenaza para nadie y que él reemplazaba esa fórmula diciendo que su administración sería de garantía para todos. Todos los sectores se adhirieron a su candidatura, incluyendo a los conservadores, por lo que fue elegido por unanimidad.

## Gobierno

### Política interna

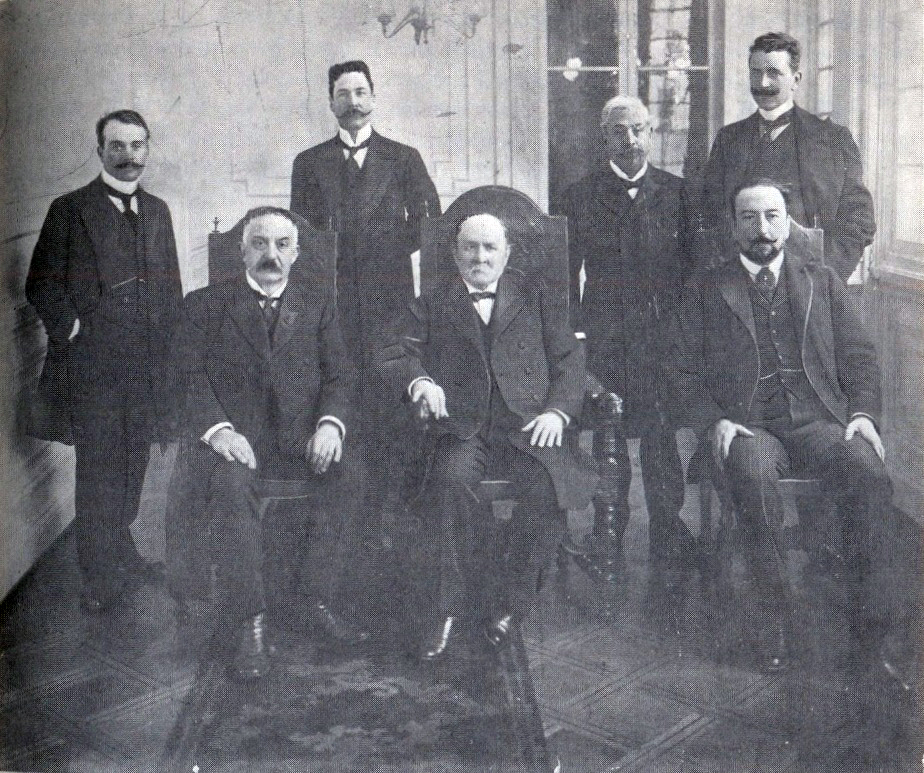
Tercer ministerio de Barros Luco, de agosto de 1911 a enero de 1912.

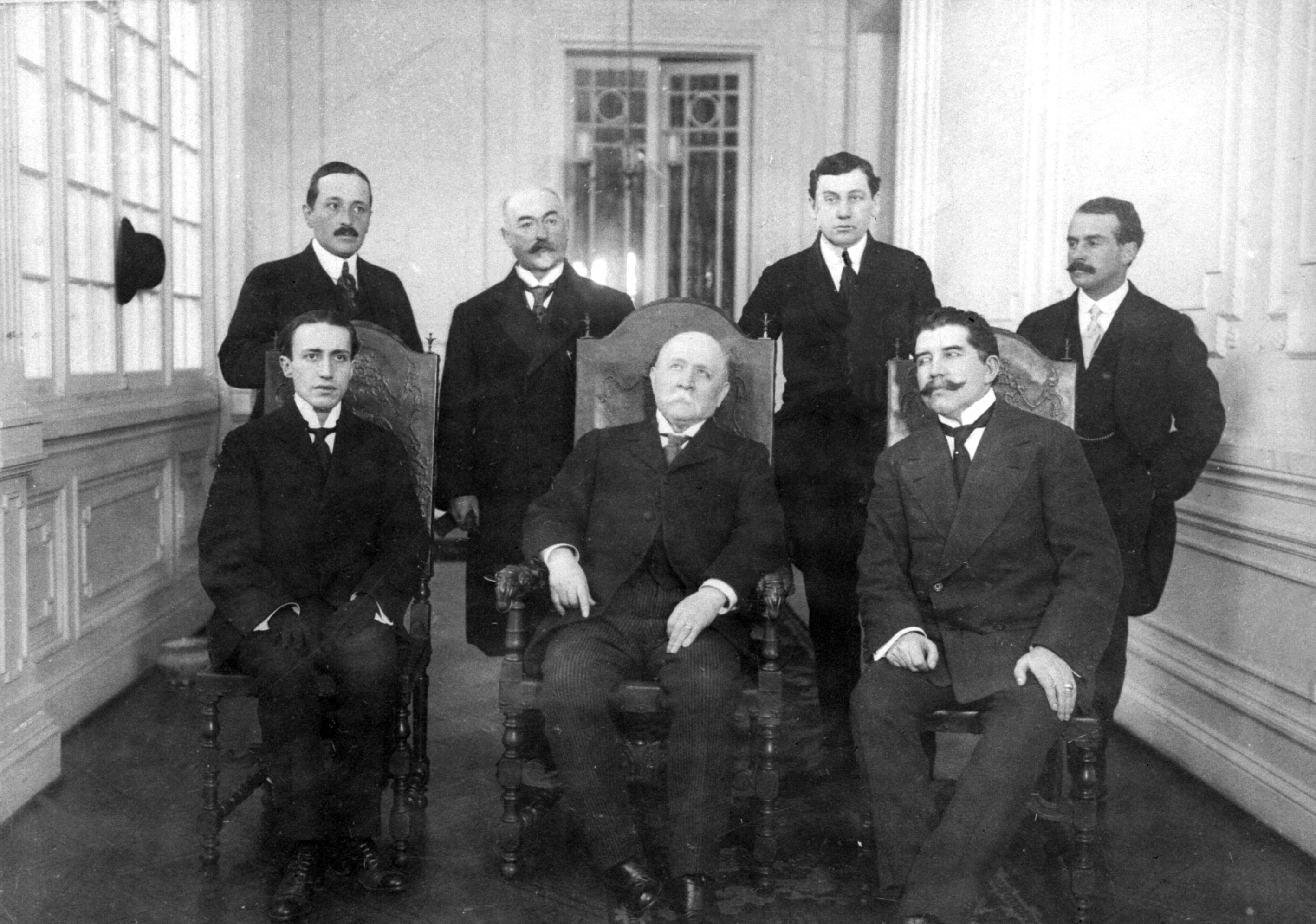
Gabinete de junio a noviembre de 1913. Manuel Rivas Vicuña ministro del Interior y Arturo Alessandri de Hacienda.

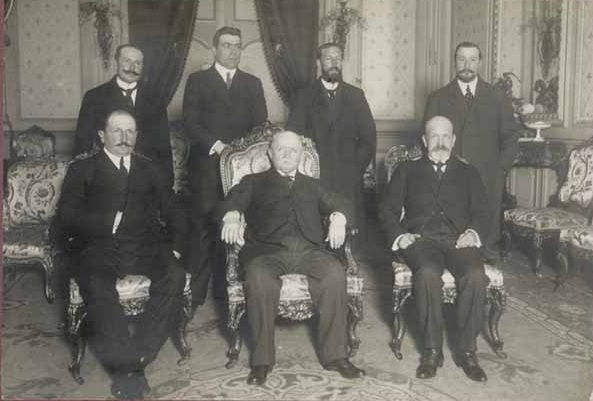
Gabinete de septiembre a diciembre de 1914. Guillermo Barros Jara (sentado a la derecha) Ministro del Interior.

Aunque la candidatura de Barros Luco había sido de consenso, después de la elección surgieron divisiones entre los partidos. Por ello su primer gabinete estuvo compuesto solo de liberales doctrinarios, encabezado por Maximiliano Ibáñez, el que fue criticado por su composición unipartidista, por lo que renunció a los pocos días de haber asumido.
Formó un nuevo gabinete, esta vez dirigido por Rafael Orrego. Este gabinete duró siete meses, pues su programa no representaba una amenaza para nadie. La formación de una alianza política entre liberales democráticos, nacionales, conservadores y demócratas, con mayoría en el Parlamento, provocó una nueva crisis ministerial. El 15 de agosto de 1911 se formó un nuevo gabinete con los partidos de la Coalición, con excepción de los demócratas, encabezada por el conservador José Ramón Gutiérrez Martínez. Gutiérrez renunció el 6 de enero de 1912, por los constantes ataques de la oposición, remplazándolo Abraham Ovalle.
La oposición inició una política de obstruccionismo, encabezada por los diputados doctrinarios Luis Izquierdo y Maximiliano Ibáñez. Aunque eran minoría en el Congreso, lograban paralizar los proyectos de ley con largas maratones oratorias. Querían cambiar el gabinete por temor a que interviniera en las elecciones parlamentarias. No obstante ello, el Gabinete cayó producto de divisiones internas, pues los nacionales no estaban satisfechos en la Coalición.
Se formó un gabinete universal con todos los partidos encabezado por Ismael Tocornal. Las elecciones, caracterizadas por la corrupción y cohecho electoral realizado por los partidos a través de las municipalidades, representó una victoria para los liberales democráticos, obteniendo también un buen resultado liberales y demócratas. En cambio, los nacionales resultaron los mayores perdedores.
El líder de los balmacedistas, Juan Luis Sanfuentes, en vista de la victoria electoral, tuvo el poder suficiente para organizar los siguientes ministerios. Se formó una Concentración Liberal, de liberales y balmacedistas, con el apoyo de los conservadores, el cual formó ministerio el 20 de mayo de 1912, con Guillermo Rivera en Interior.
El Gabinete duró dos meses y medio hasta su caída, provocada por una interpelación a propósito de un contrato ferroviario. El nuevo gabinete, formado el 8 de agosto y liderado por Guillermo Barros Jara, siguió la misma combinación anterior, pero incluyó en Hacienda a Manuel Rivas Vicuña, joven diputado liberal que se perfilaba como el brazo derecho del Presidente y rival de Sanfuentes. El 13 de enero de 1913 se realizaron cambios en el gabinete, aunque continuando Barros Jara en Interior y con el mismo equilibrio político.
El Ministerio hizo crisis producto del regreso al país del Internuncio Monseñor Enrique Sibilia, quien fue objeto de burlas por parte de estudiantes universitarios, lo que provocó airados debates doctrinarios en el Congreso. El 16 de junio se formó un nuevo ministerio encabezado por Manuel Rivas Vicuña. El gabinete se esforzó en resolver la quiebra del Banco de la República, en impulsar algunas obras públicas y en la reforma electoral.
El Presidente Barros Luco se encontraba desilusionado por las constantes crisis ministeriales y habló de la posibilidad de renunciar. La pugna entre Rivas Vicuña, que buscaba un gabinete universal y Sanfuentes, contrario a esta idea, concluyó en un acuerdo y un gabinete de todos los partidos, encabezado por Rafael Orrego.
Ante el estallido de la Primera Guerra Mundial, el Gabinete logró la aprobación de leyes sobre derechos de exportación, préstamos a los salitreros, traslado de fondos colocados en el exterior y otras, que consiguieron mitigar los efectos del conflicto. Aunque el gabinete duró diez meses, tuvo una existencia inestable.
Sanfuentes pudo imponer un nuevo gabinete, liderado por Eduardo Charme, que juró el 6 de septiembre, pero solo se mantuvo ocho días. Tras ello Rivas Vicuña pudo armar un gabinete universal, encabezado por Guillermo Barros Jara.
Posteriormente Sanfuentes logró conformar una alianza entre balmacedistas, conservadores y nacionales, provocando la crisis del gabinete y jurando uno nuevo el 17 de diciembre de 1914, encabezado por Pedro Nicolás Montenegro. El Gabinete intervino en las elecciones parlamentarias de 1915, especialmente para impedir la elección de Arturo Alessandri como senador en Tarapacá. Ello derivó en un duelo entre Alessandri y Montenegro, que terminó sin heridos pero sin reconciliación.
Tras las elecciones parlamentarias el presidente substituyó al Ministro del Interior por Enrique A. Rodríguez, pero aun con el cambio no impidió la caída del ministerio en poco más de una semana. Se formó un Gabinete encabezado por Enrique Villegas Echilburú, que aunque coalicionista intentó mantener la neutralidad en las elecciones presidenciales.
Ocho días antes de entregar el mando, el gabinete renunció para dejar en libertad a Ramón Barros Luco, que deseaba entregar el mando con un gabinete encabezado por su sobrino Guillermo Barros Jara, el que juró el 15 de diciembre.

### Economía

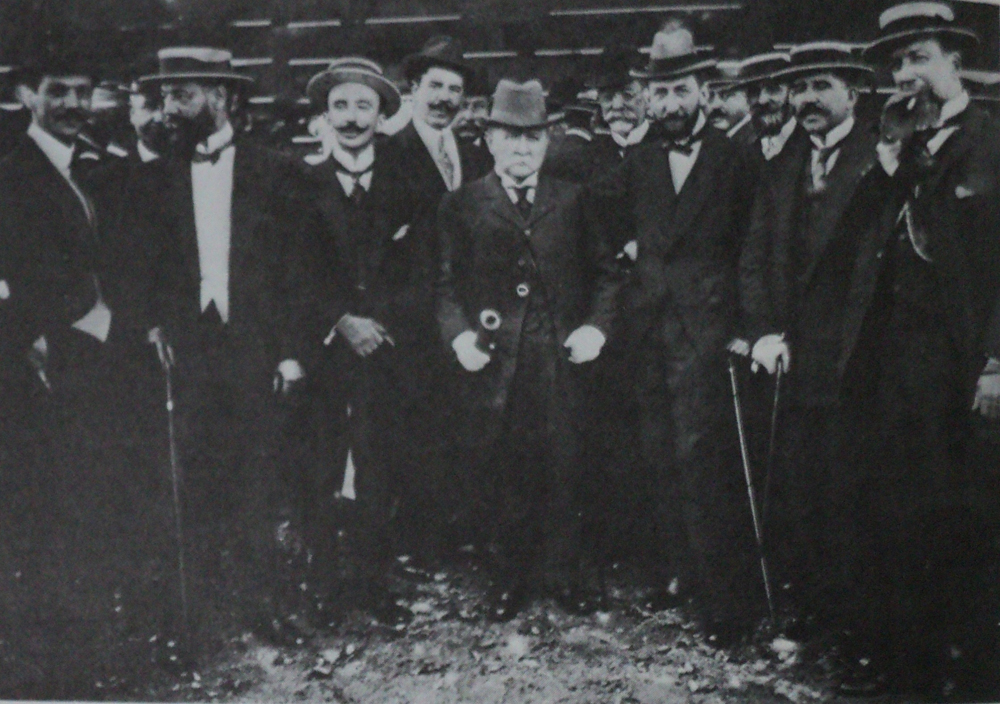
Ramón Barros Luco inaugurando una exposición de la Sociedad Nacional de Agricultura.

El mayor desafío económico que enfrentó Chile en el periodo fue el estallido de la Primera Guerra Mundial. La guerra tuvo un impacto económico producto del cierre de algunos de los principales mercados para el salitre chileno, Alemania, Bélgica y el norte de Francia, lo que motivó el cierre de oficinas y una importante caída en los precios. El Gobierno reaccionó organizando ollas comunes, movilización marítima para que los cesantes regresasen al centro del país y con la creación de obras públicas. Se dictó la Ley N.º 2.918 de Auxilios Salitreros, concediendo préstamos y anticipos a las salitreras que no detuviesen su producción.
El mercado salitrero se normalizó en los años siguientes al reemplazar la industria de explosivos el lugar de los perdidos clientes de Europa y al tomar mayor importancia Estados Unidos como comprador.
Por su parte la producción de cobre llegó a los niveles más altos alcanzados hasta entonces, llegando a producir 52.000 toneladas en 1915, producto de la inversión de tecnología y capitales estadounidenses en la industria.
Se restringieron las exportaciones de ganado, comestibles y carbón.
Respecto al sistema bancario, en 1912 se aprobó la ley de la Caja de Emisión, que proporcionaba a los bancos nacionales o extranjeros establecidos en Chile billetes de curso legal, en la proporción fija de un peso por cada doce peniques, en cambio de los depósitos en oro que hicieran en la Tesorería Fiscal de Santiago o en la Tesorería de Chile en Londres.  Al estallar la guerra, para evitar una crisis bancaria y financiera el gobierno tomó las siguientes medidas: suspendió la pretendida conversión metálica hasta 1917; depositó 1.000.000 de libras oro en tres bancos chilenos, quienes endosaron los depósitos a la Tesorería como garantía para obtener nuevos billetes fiscales por parte de la Caja de Emisión; se autorizó la emisión de valores de tesorería de curso forzoso; se prorrogó por treinta días todas las letras que venciesen en agosto.
Durante el periodo también se vio acrecentada la tendencia a recaudar más impuestos interiores. Se reorganizaron los servicios de Aduanas e Impuestos Internos, se inició la impresión de las especies valoradas, se restableció el impuesto a la herencia, los bienes físicos con impuesto de derecho municipal pagaron una tasa extra en beneficio del fisco y se recargaron los derechos de exportación de los boratos.
Durante este mandato Chile alcanzó su punto máximo de riqueza relativa, al llegar a representar algo más del 50% del PIB per cápita de Estados Unidos. Sin embargo, al mismo tiempo Chile tuvo su mayor nivel de desigualdad social, con un coeficiente de Gini de 0,655 en 1913.

### Relaciones exteriores

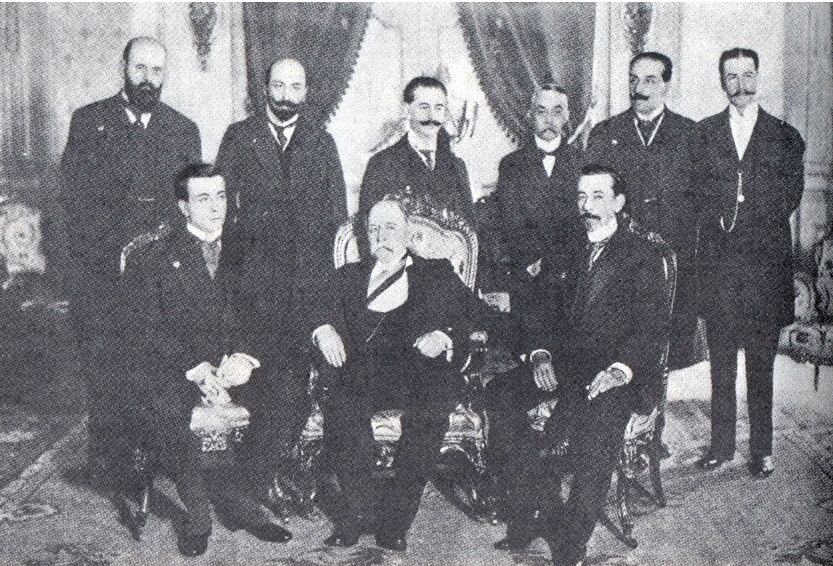
Ramón Barros Luco acompañado por los cancilleres de los países del Pacto ABC.

En el ámbito internacional, el 25 de mayo de 1915 se firmó el Pacto ABC, que fue un intento de contrarrestar la influencia estadounidense en la zona y establecer un equilibrio y mecanismos de consulta entre los tres países firmantes. El nombre oficial era Pacto de No Agresión, Consulta y Arbitraje.
Con el Perú se buscó la resolución del conflicto por Tacna y Arica por medio de la celebración del protocolo Huneeus-Varela en noviembre de 1912. Este proclamaba el deseo de reanudar las relaciones diplomáticas y postergar el plebiscito hasta 1933. Acontecimientos internos de la política peruana impidieron la firma del protocolo.
Durante su gobierno estalló la Primera Guerra Mundial. El Presidente describió de la siguiente forma su concepción de la guerra y la posición que debía tomar Chile:

La guerra va a ser muy larga. No puede terminar sino por la destrucción de la influencia británica o germánica. Francia será la víctima. Sólo los Estados Unidos pueden poner término al conflicto. A nosotros nos conviene que continúe la competencia entre Alemania y Gran Bretaña, que ni una ni otra se destruyan. Debemos desear la paz y permanecer neutrales.

A largo plazo la guerra mundial traería graves consecuencias, pues si bien el precio del salitre aumentó por la demanda europea, la limitación de exportaciones de salitre hacia Alemania haría que, además de perder un mercado, Chile perdiera el monopolio natural por la creación del salitre sintético, que significaría el inicio del declive de la industria salitrera.

### Obras de su gobierno

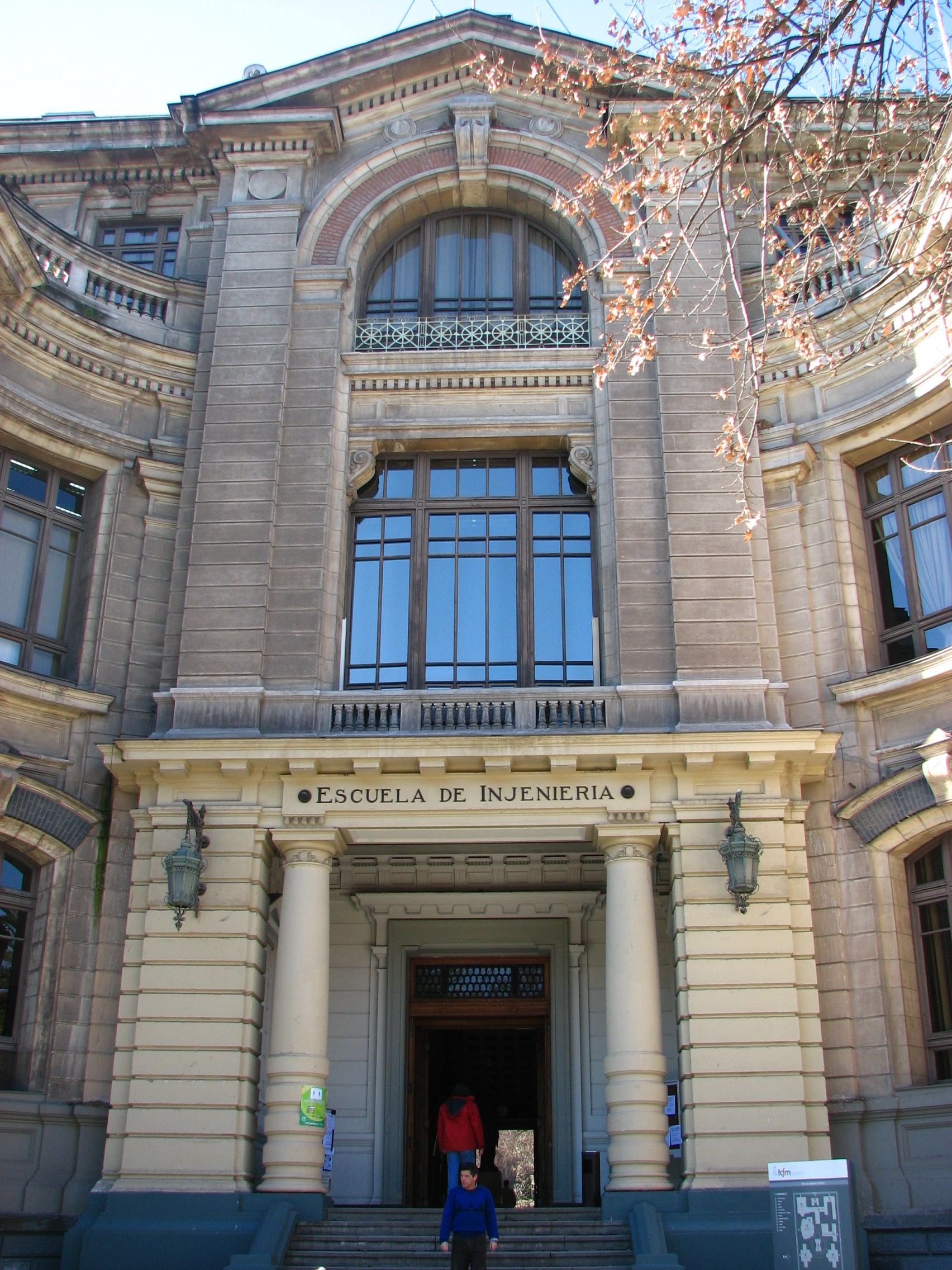
Edificio de la Facultad de Ingeniería construido durante el gobierno de Barros Luco.

Se aprobó en 1912 una modificación al sistema de clausura del debate, haciéndolo más fácil, aunque todavía si se juntaba un grupo considerable podían retardarlo. 
La corrupción electoral por parte de los partidos políticos alcanzó niveles alarmantes, por lo que se aprobaron leyes contra el fraude en 1914 y 1915, además de una reforma al sistema municipal, que consiguió eliminar la falsificación de resultados como elemento de trascendencia en las elecciones. Estas reformas pusieron fin a los registros electorales permanentes, que se renovarían cada nueve años, y el control municipal del voto, que correspondería en adelante a juntas especiales de contribuyentes.
Se iniciaron las obras del puerto de San Antonio y trabajos en caminos, puentes, agua potable y alcantarillado.
Se edificó la Escuela de Ingeniería, el Museo Histórico, el Archivo Nacional, la Escuela de Aviación y el Ferrocarril Arica-La Paz. En 1911, y debido a la gran actividad ganadera en el sur de Chile, fundó la ciudad de Puerto Natales, que un siglo después tendrá su desarrollo gracias al turismo de la Patagonia chileno-argentina.
El 1 de junio de 1913 funda el Liceo José Victorino Lastarria y agosto comenzaron los trabajos para el nuevo edificio de la Biblioteca Nacional, que comenzó a funcionar en 1918.

### Ministros de Estado

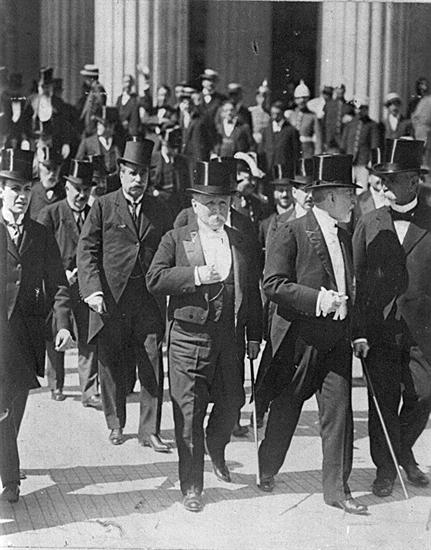
Ramón Barros Luco después de la transmisión del mando presidencial (1915).

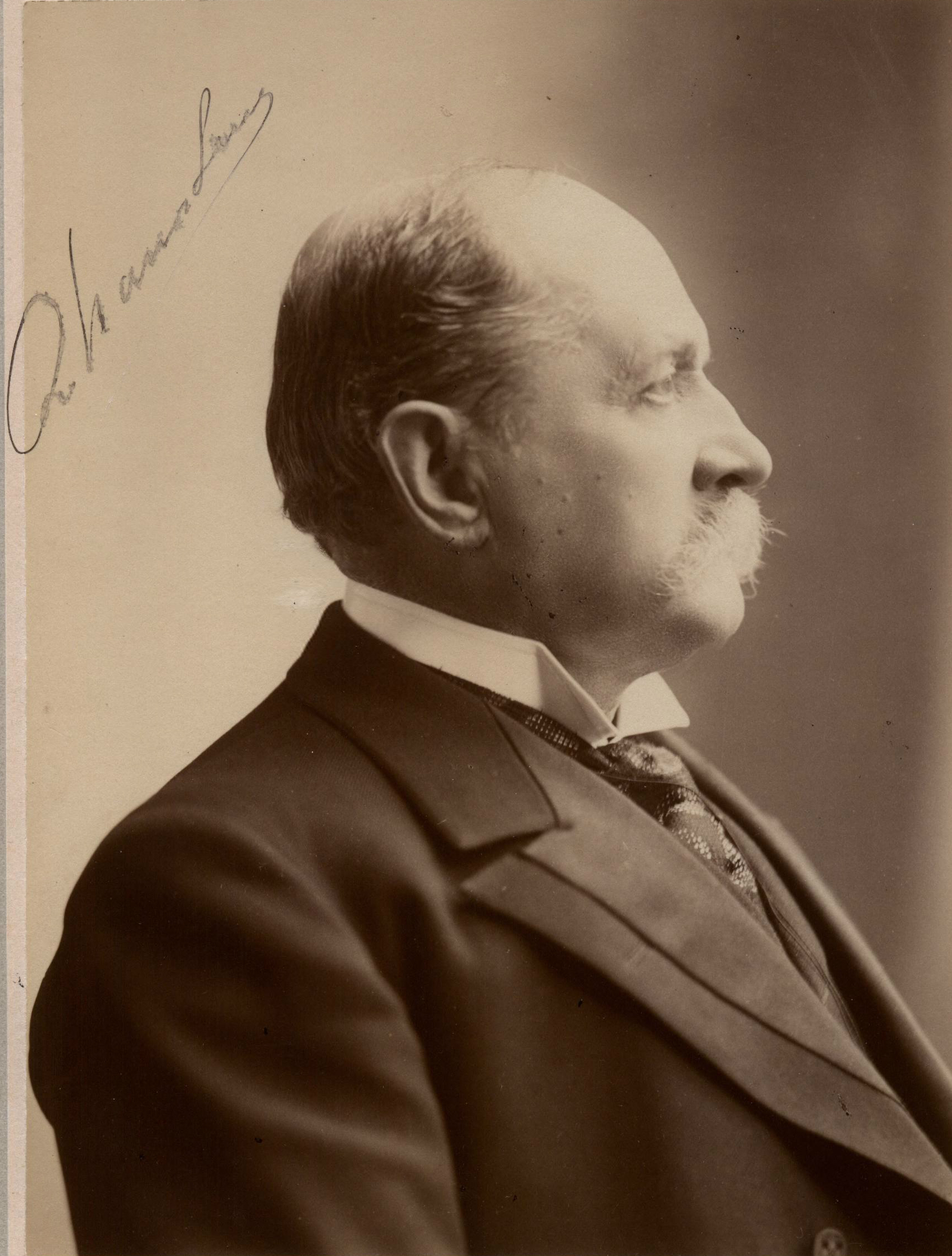
Ramón Barros Luco.

| Ministro                                                  | Nombre/Periodo |
| --------------------------------------------------------- | --- |
| Ministerio del Interior                                   | Maximiliano Ibáñez (1910-1911) Rafael Orrego (1911) José Ramón Gutiérrez Martínez (1911-1912) Abraham Ovalle (1912 ) Ismael Tocornal (1912) Guillermo Rivera (1912) Guillermo Barros Jara (1912-1913) Manuel Rivas Vicuña (1913) Rafael Orrego (1913-1914) Eduardo Charme (1914) Guillermo Barros Jara (1914) Pedro Montenegro (1914-1915) Enrique Rodríguez (1915) Enrique Villegas Echiburú (1915) Guillermo Barros Jara (1915)                    |
| Ministerio de Relaciones Exteriores, Culto y Colonización | Rafael Orrego González (1910-1911) Enrique A. Rodríguez Carmona (1911-1912) Joaquín Figueroa Larraín (1912) Antonio Huneeus Gana (1912 ) Renato Sánchez García de la Huerta (1922-1913) Enrique Villegas Echiburú (1913-1914) Alejandro Lira Lira (1914) Manuel Salinas González (1914) Alejandro Lira Lira (1914-1915) Rafael Orrego Gónzalez (1915)                                                                                                |
| Ministerio de Justicia e Instrucción Pública              | Domingo Amunátegui Solar (1910-1911) Aníbal Letelier (1911) Benjamín Montt (1911-1912) Arturo del Río (1912) Enrique Villegas Echiburú (1912-1913) Aníbal Latelier (1913) Fanor Paredes (1913) Enrique A. Rodríguez (1913-1914) Ruperto Álamos (191) Absalón Valencia (1914-1915) Samuel Claro Lastarria (1915) Gregorio Amunátegui Solar (1915) |
| Ministerio de Hacienda                                    | José Raimundo del Río Soto Aguilar (1910-1911) Roberto Sánchez García de la Huerta (1911) Pedro Nicolás Montenegro Onel (1911-1912) Samuel Claro Lastarria (1912) Manuel Rivas Vicuña (1912-1913) Pedro García de la Huerta Izquierdo (1913) Arturo Alessandri Palma (1913) Ricardo Salas Edwards (1913-1914) Alfredo Barros Errázuriz (1914) Enrique Oyarzún Mondaca (1914) Alberto Edwards Argandoña (1914-1915) Manuel García de la Huerta (1915) |
| Ministerio de Guerra y Marina                             | Arístides Pinto Concha (1910-1911) Ramón León Luco (1911) Aníbal Rodríguez (1911) Alejandro Hunneus (1911-1912) Alejandro Rosellot (1912) Luis Devoto (1912) Claudio Vicuña Subercaseaux (1912-1913) Jorge Matte Gormaz (1913) Ramón Corbalán Melgarejo (1913-1914) Alfredo Barros Errázuriz (1914-1915) Ricardo Cox Méndez (1915) Guillermo Soublette (1915)                                                                                        |
| Ministerio de Industria, Obras Públicas y Ferrocarriles   | Ismael Valdés Vergara (1910-1911) Javier Gandarillas Matta (1911) Enrique Zañartu Prieto (1911-1912) Abraham A. Ovalle (1912) Belfor Fernández (1912) Oscar Viel Cavero (1912-1913) Enrique Zañartu Prieto (1913-1914) Absalón Vvalencia Z. (1914) Julio Garcés (1914) Cornelio Saavedra Montt (1914-1915) Fernando Freire (1915) Pedro Felipe Iñiguez (1915)                                                                                        |

## Muerte
Tras dejar la presidencia Barros Luco se retiró a su casa en calle Santo Domingo esquina de las Claras (actual Mac Iver). Se dedicó a la construcción del Hospital Mixto al que posteriormente se le colocó su nombre. Dejó 50.000 pesos para el Patronato Nacional de la Infancia e idéntica suma para la Liga Protectora de la Infancia. Falleció a las 11:30 de la mañana del sábado 20 de septiembre de 1919.

## Pensamiento político

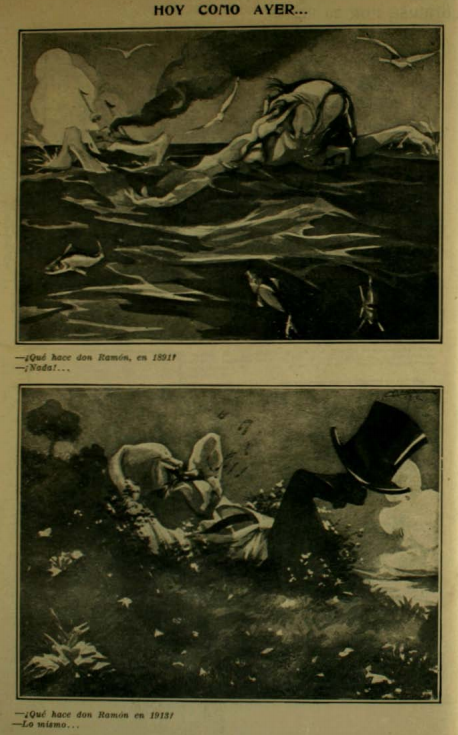
Caricatura comparando su actuación en la Guerra Civil durante el hundimiento del Blanco Encalada y su forma de gobernar.

En un banquete en el que Barros Luco estaba sentado con monseñor González Eyzaguirre, el futuro mandatario le dio un consejo, 

"que cuando halle dificultades, no trate de precipitar la solución. El 95 por ciento de las dificultades se resuelven solas, si uno no las echa a perder".

 Esta sentencia caracteriza su famoso escepticismo y ha sido difundida a través de diversas versiones.
En una oportunidad tuvo ocasión de sintetizar su pensamiento político a su ministro y amigo Manuel Rivas Vicuña: 

“La política es el arte de lo posible. Es necesario realizar lo que se pueda, sin retardarlo en espera de conseguir un ideal por el momento imposible. Avanzar, avanzar siempre, a la velocidad que permite el estado del camino, así, poco a poco, pero seguramente vamos acercándonos al fin que perseguimos. En la política no se reconoce jamás el esfuerzo sino el éxito. (...) Y, por último, no busque Ud. nunca la lógica en la política porque no existe.”

Durante su mandato Barros Luco propició una política de otorgar al Jefe de Gabinete amplios poderes, casi como jefe de gobierno, reservándose el presidente una tuición de carácter general. Cada vez que se derribaba un ministerio, llamaba al autor o a un defensor del voto de censura y lo llamaba a formar Gobierno. Estas circunstancias propiciaron una alta rotativa ministerial.

## Personalidad
De menguada estatura, anchas espaldas, frente despejada, mirada tranquila y aparentemente anodina, rasurado de barba, el descuidado y lacio bigote completamente cano, en sus 76 años, le cubría los labios a modo de breve cortina predispuesta a levantarse con pausa para dar salida a sus múltiples ocurrencias afines para muchos con la sabiduría de Perogrullo.
Leopoldo Castedo, op. cit., pp. 205

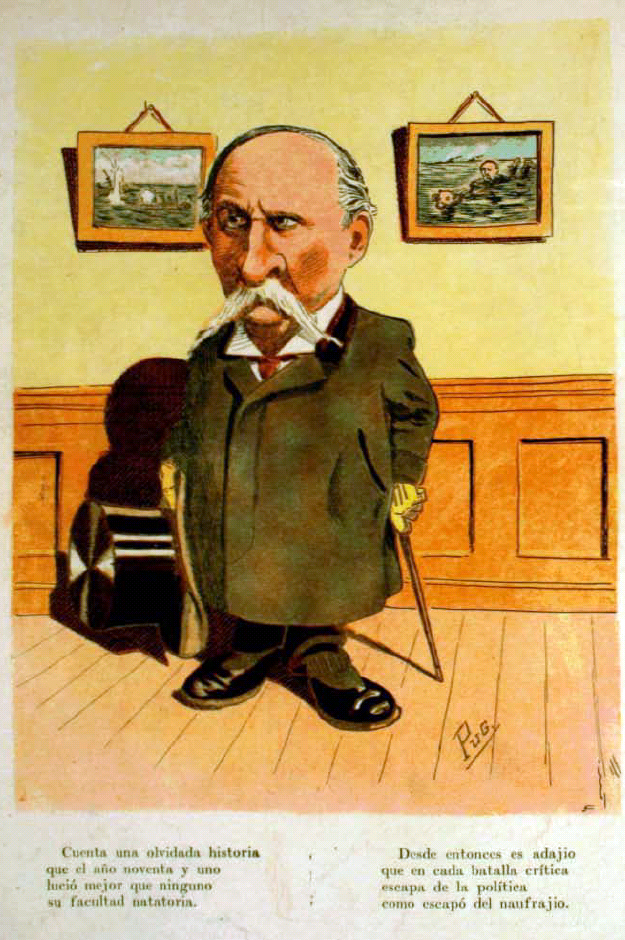
Caricatura de Ramón Barros Luco, por Pug (1905).

Barros Luco era un hombre de variados intereses: leyes, administración, finanzas, agricultura y beneficencia. Junto con dejar una gran fortuna a obras de caridad, fundó el Patronato Nacional de la Infancia. En muchos de sus discursos como parlamentario había hecho hincapié en la cuestión social. En 1888 había presentado el primer proyecto de habitaciones para obreros.
Su sólida formación burocrática le hacía tender hacia soluciones rápidas, sencillas y verbales. Se decía al respecto que su mayor cualidad era “hablar corto y escribir corto”.
En el Parlamento Barros Luco ganó fama por sus respuestas breves, rápidas y sintéticas, que con toques de humor e ironía daban término a las discusiones más acaloradas. Un diputado le preguntó, siendo Barros Luco ministro, el monto de la deuda pública, respondiéndole con una cifra aproximada. El diputado le atacó por la inexactitud y le corrigió la cifra, a lo que replicó el ministro “Y si lo sabía, ¿para que pregunta?”. En otra oportunidad un congresista acusaba el aumento del precio de las papas a cinco centavos, inexactitud a la que Barros Luco respondió “Serán muy grandes esas papas, señor senador” (jugando con el sentido de “papa” como mentira en el lenguaje vulgar). Tal carcajada se produjo en la sala que el senador fue incapaz de continuar su discurso.
De entre esos acontecimientos, el más recordado fue el que involucró a Malaquías Concha. Era Barros Luco vicepresidente, y con el fin de infundirle pavor, el jefe demócrata le anunció que en el pueblo de Hualqui se libraba una verdadera batalla entre la policía y los obreros. Barros Luco, ya alertado de la situación, respondió: “¿Y quien va ganando? El gobierno debe mantener el orden”. Las disputas en el Parlamento entre Barros Luco y Malaquías Concha fue una de las posibles razones por las cuales jamás integró al Partido Demócrata en sus gabinetes. Cuando el organizador de un ministerio le expuso la conveniencia de nombrar a Concha como ministro, Barros Luco se excusó diciendo: “¡No, no puede ser! el Partido Demócrata no tiene mundo”.
Aplicaba el mismo espíritu en política internacional. El embajador argentino le solicitó una declaración sobre los acuerdos de comunicación y comercio, diciéndole que una declaración suya, como vicepresidente, sería muy bien recibida en su gobierno y le evitaría manifestaciones hostiles en su viaje de regreso por Mendoza. A ello le respondió Barros Luco: "Vea Ud. Ministro, ¿Por qué no se va por el estrecho de Magallanes? Así nadie le molestará." Al despedir a los delegados de Chile a una conferencia internacional, les habría dado las siguientes instrucciones: "firmen allá todo lo que quieran; en seguida veremos aquí si podemos ratificar".
Sus contemporáneos y los historiadores describen a Barros Luco como un hombre sin vanidad, que vestía y actuaba con gran sencillez. A pesar de su fortuna viajaba en tren y tranvía como cualquier otro ciudadano y solía sentarse junto con su mujer en cualquier banco de la calle, como un par de jubilados.
Ramón Barros Luco también es conocido por el famoso sándwich de carne y queso, el Barros Luco. Las historias varían, pero la más popular y aceptada cuenta que Barros Luco almorzaba frecuentemente un sándwich de carne y queso, tanto así, que nombraron el simple platillo en su honor. Hoy en día, es uno de los platos con mayor popularidad a lo largo de Chile.